# Li Shuang
Li Shuang (Anda, 27 giugno 1992) è un'ex snowboarder cinese.

## Palmarès

### Mondiali juniores
- 1 medaglia:
  - 1 bronzo (halfpipe a Nagano 2009)

### Coppa del Mondo
- Miglior piazzamento nella Coppa del Mondo generale di freestyle: 4ª nel 2012
- Miglior piazzamento nella Coppa del Mondo di halfpipe: 4ª nel 2012 e nel 2014
- 3 podi:
  - 1 vittoria
  - 1 secondo posto
  - 1 terzo posto

#### Coppa del Mondo - vittorie
| Data             | Località | Paese     | Specialità |
| ---------------- | -------- | --------- | ---------- |
| 13 dicembre 2013 | Ruka     | Finlandia | HP         |

Legenda:

HP = Halfpipe